# Паметници на Септемврийското въстание
Паметниците на Септемврийското въстание са издигнати в разни краища на България в периода 1944-1989 г. в чест на Септемврийското въстание от 1923 година.
Днес някои от тях могат да се видят в Музея на социалистическото изкуство.

## Мъглиж
Паметникът е посветен на избухването на въстанието през септември 1923 г. Предмет е на национален конкурс, спечелен от колектив с ръководител Георги Върлинков – скулптор, Стефан Попов и Рада Пенчева – архитекти,
Стефан Гацев – художник консултант. Статуята е проектирана и изпълнена за първи път в Европа от специална лята неръждаема стомана.
Символичната фигура зове на въстание, понесла огъня на борбата. Издигната е на скалистото възвишение над града. На постамента е изписан стихът от поемата на Гео Милев „Септември“ – „Мъглиж беше пръв“,
и датата на избухване на въстанието – 13 септември 1923 г.
Фигурата с височина 15 метра е изпълнена в леярната на металургичния комбинат гр. Раднево. Паметникът е приет от Държавната комисия за монументално изкуство през 1984 г. и открит същата година.
Около паметника е разположен малък парк, от който се стига до града по стръмни стълби, като на всяка площадка има малка каменна пейка за почивка. Паркът като цяло не е поддържан, но е запазен.
От мястото на самия паметник се открива красива гледка към центъра на град Мъглиж и околността.
- Паметникът, поглед отпред
- Поглед отдясно
- Плочата с надпис „Мъглиж беше пръв“
- Поглед отдолу

### Виноградец
Паметниците на Септемврийското въстание са издигнати в различни краища на България в периода 1944-1989 г. в чест на избухването на Септемврийското въстание, през 1923 година. Паметникът, в близост до село Виноградец, е издигнат на мястото на загиналите от режима през 27.09.1923 г.

## Пазарджик
Паметникът е издигнат в чест на избухването на въстанието в селата около Пазарджик, най-вече на това в Мухово и Лесичево. Изобразява едър мъж с мустаци, приведен в нападателна стойка. Зад него са издигнати едри каменни блокове, стилизирани изображения на развети знамена, като на един от тях с метални цифри е изписано „1923“ – годината на въстанието. Има и барелеф, изобразяващ сражение на въстаниците.
Паметникът е разположен в края на града, в близост до кръговото движение, през което се излиза от Пазарджик.